# 가스 기관

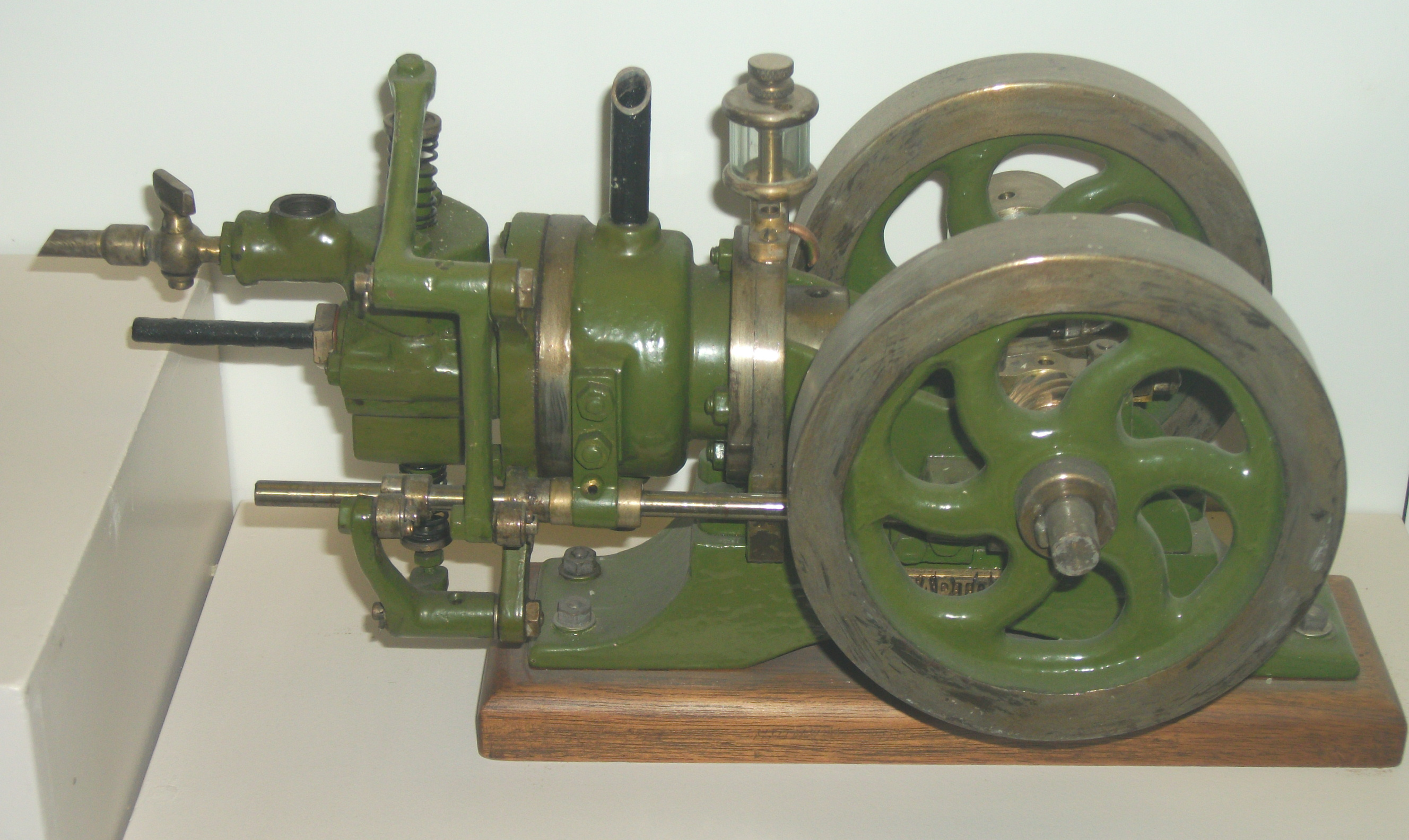

가스 기관( - 機關, 영어: gas engine)은 석탄 가스, 발생로 가스, 바이오가스, 매립 가스 또는 천연 가스와 같은 연료에서 작동하는 내연 기관이다. 영국에서는 이러한 용어가 모호하다. 미국에서는 휘발유의 약어로 "가스"가 광범위하게 사용되기 때문에 이러한 엔진은 가스 연료 기관, 천연 가스 기관 또는 점화 불꽃이라고 할 수 있다.
일반적인 출력 범위는 10kW에서 4000kW이다.

## 같이 보기
- 오토가스
- 열병합
- 가스 터빈